# 福音之声
福音之声（苗语：Suab Xaa Moo Zoo，英语：Voice of Hope），是美国基督教宣道会的一家福音广播电台，开播于2007年下半年。电台工作人员以老挝裔苗族基督教人士为主。其播音室位于美国科罗拉多州桑顿。
该电台使用苗语播音，每天对老挝、越南播出1小时，节目以宗教、音乐节目为主，为老挝、越南的苗族民众传福音。

## 短波传输
福音之声在美国将节目制作录制成mp3文件后，把mp3音频文件发送至台湾中央广播电台淡水发射台，由淡水发射台下载音频文件并执行代播，使用功率100kW，通过短波频率有效覆盖老挝、越南等国家和地区，在中国华南、西南地区也可收听。

## 广播时间和频率
| 时间        | 频率    | 发射地           | 功率  |
| 06:30-07:00 | 7530kHz | 台湾新北市淡水区 | 100kW |

- 以上时间均为北京时间（UTC+8）。